# Frank Cervell
Frank Rutger Cervell (Norrköping, 22 febbraio 1907 – Stoccolma, 3 settembre 1970) è stato uno schermidore svedese, vincitore di una medaglia di bronzo nella scherma ai giochi olimpici.